# Arthur Navez
Arthur Navez (Antwerpen, 17 maart 1881 - Elsene, 20 mei 1931) was een Belgische schilder. Een deel van zijn werken wordt tot het Brabants fauvisme gerekend.
Kenmerkend voor Navez is zijn opmerkelijk kleurgebruik en een opmerkelijk gevoel voor compositie.
Hij is bekend voor zijn landschappen en tuinscènes, maar hij schilderde ook veel portretten en scènes waarin de menselijke figuur vastgelegd wordt in zijn dagelijkse activiteiten. Hij wordt beschouwd als een groot specialist van taferelen uit de mondaine wereld en van stillevens.

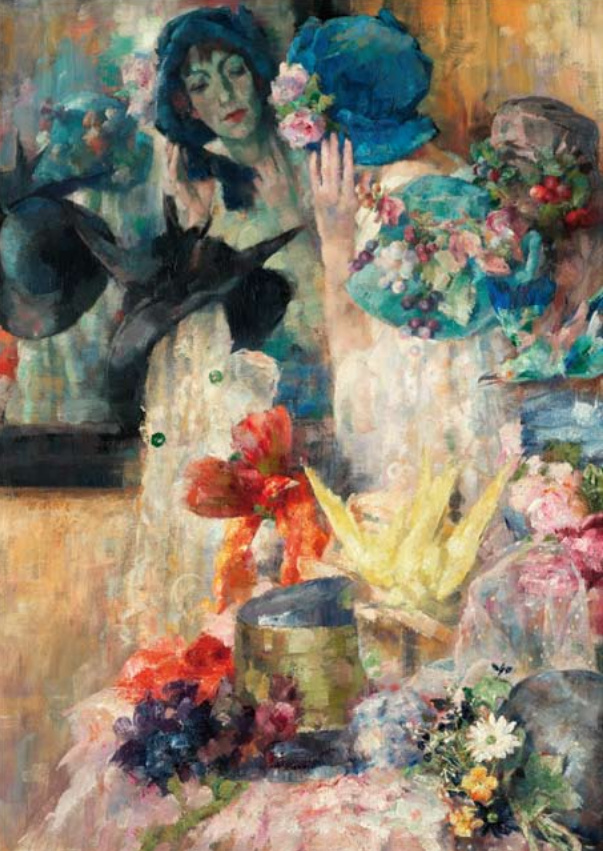
De blauwe hoed (1917).
Weerspiegelingen zijn kenmerkend voor de werken van Arthur Navez.

## Biografie
Arthur Navez studeerde schilderkunst aan de Koninklijke Academie voor Schone Kunsten van Antwerpen en daarna aan de Koninklijke Academie voor Schone Kunsten van Brussel.
In 1900 ging hij voor enkele jaren in Parijs wonen en ging er in de leer bij Jean-Léon Gérôme..
Het was een hard bestaan in Parijs, maar hij trouwde er met een jong Bretoens meisje en maakte kennis met de nieuwe artistieke ontwikkelingen.
Hij schilderde in een kleurrijke stijl scènes uit het Parijse stadsleven. Zijn stijl was realistisch en academisch, doch duidelijk beïnvloed door het impressionisme, in het bijzonder door de werken van Edouard Manet en Edgar Degas.
Eind 1907 keerde hij terug naar Brussel. Hij vond aansluiting bij de Brabantse fauvisten Door het contact met het werk van Matisse, Derain en de Vlaminck evolueerde Navez al heel snel naar een heviger en meer spontane stijl met een wild gebruik van kleuren, naar analogie met de fauvistische beweging in Brabant, waarvan hij vandaag als een van de leidende figuren wordt beschouwd. Hij exposeerde in 1908 met de groep Le Sillon, waartoe hij ook toegetreden was. Hij maakte ook de affiche voor deze tentoonstelling, die aan alle leden en ereleden werd geschonken. In Le Sillon raakte hij goed bevriend met Jean Laudy, een Nederlandse schilder aan wie hij veel steun had.
Ondanks zijn legendarische bescheidenheid zagen velen hem in die periode als een van de belangrijkste opkomende talenten voor de toekomst.
In 1926 schreef Karel van de Woestijne hierover: "Met Henry Ramah, met Gustave van de Woestijne, met - even later - de Oostendenaren Constant Permeke en Léon Spilliaert stond hij onbevochten aan het hoofd der jongeren van zijn tijd."
Zoals verschillende andere leden van de Brabantse fauvisten werd hij rond 1910 beïnvloed door de techniek van Ensor.
Hij was in 1912 vertegenwoordigd op de befaamde openingstentoonstelling van de Galerij Georges Giroux in Brussel, die voor verschillende Brabantse fauvisten, in het bijzonder Rik Wouters, het begin van hun succes betekende.
Tijdens de Eerste Wereldoorlog werden zijn werken levendiger, zijn interieurs en zijn tuinscènes werden met sterke kleurlagen uitgevoerd.
Hij was van bij de oprichting in november 1914 betrokken bij het vrije atelier "Le Labor", gevestigd in de Veydtstraat 13 in Brussel. Dit atelier was een initiatief van de schilder William Jelley en had als doel  kunstenaars te voorzien van het nodige materiaal en van modellen, wat in het begin van de oorlog een probleem was. Arthur Navez nam deel aan de "Great Zwans Exhibition" van 1914, een parodiërende expositie die ook in 1885 en 1887 had plaatsgevonden en in 1914 in het kader van een benefiet werd gehouden. Hiervoor maakte hij het "Karikatuurportret van Auguste Thomas" dat later werd aan gekocht door het Museum voor Schone Kunsten.
In 1915 viel hij op door de kwaliteit van zijn beschildering van een meelzak in een benefietactie voor het "Voedingswerk van België", waaraan een vijftigtal "schilders van het Zoniënwoud" deelnam. De beste werken werden tentoongesteld in de galerij Georges Giroux en werden later voor verkoop naar de Verenigde Staten verstuurd. Zijn werk had als titel: "Blozende knaap met grooten boterham, gemaakt met Amerikaansche bloem. Many thanks for this delicious bread."
Ook in 1916 stelde hij tentoon in de galerij Georges Giroux.

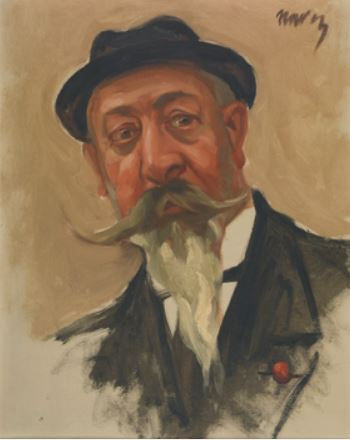
Arthur Navez karikatuurportret van Auguste Thomas (1914)
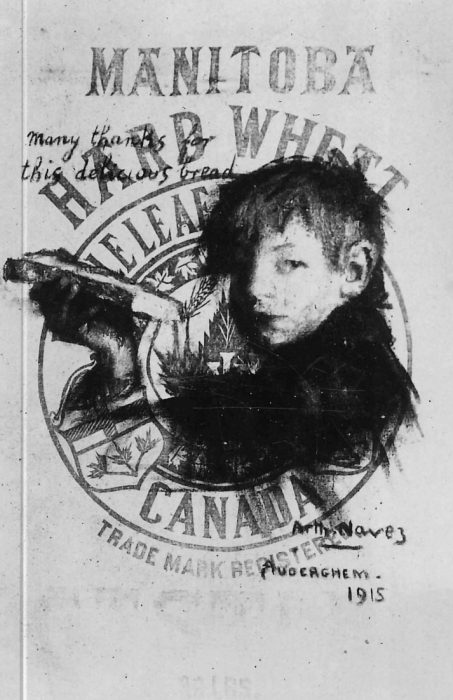
Versierde meelzak door Arthur Navez
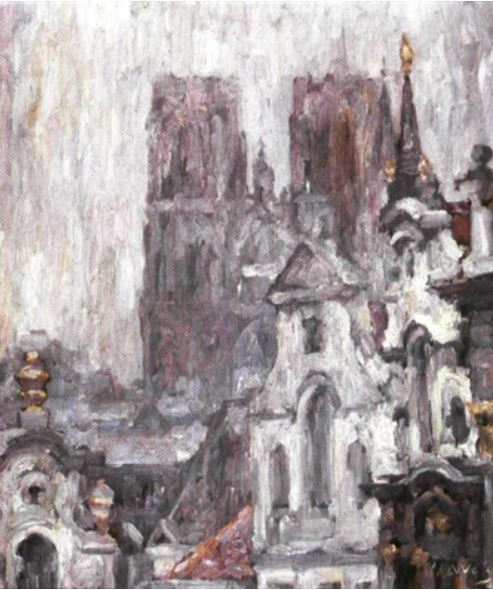
Arthur Navez en Sint-Goedele onder de sneeuw  Brussel (1915)
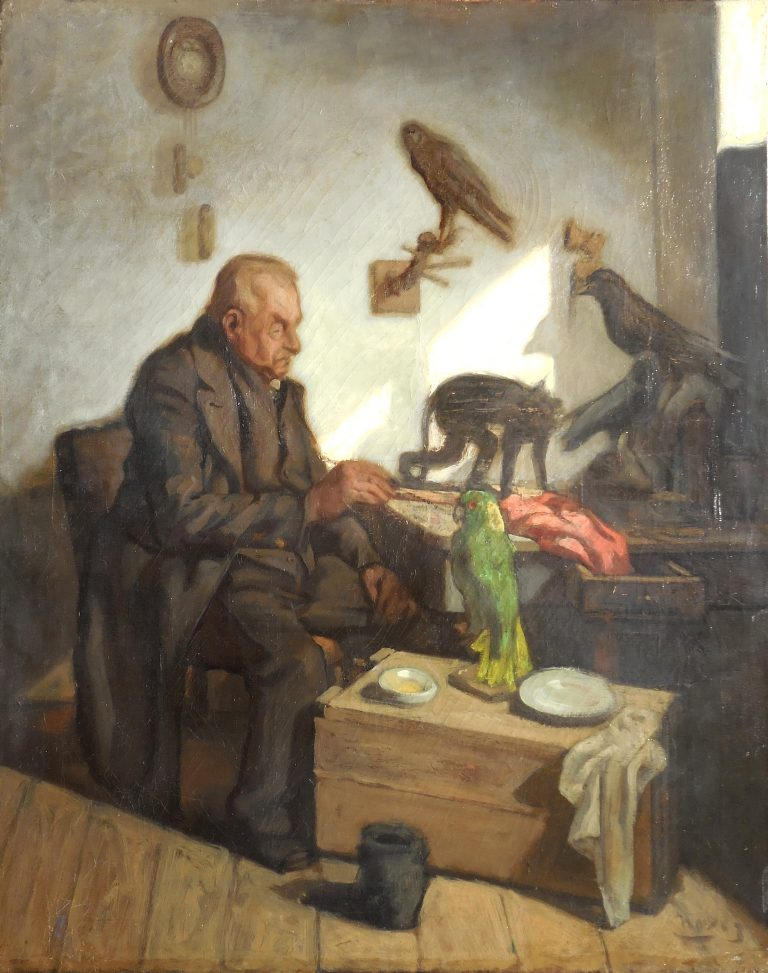
De taxidermist (L'empailleur) (1910)
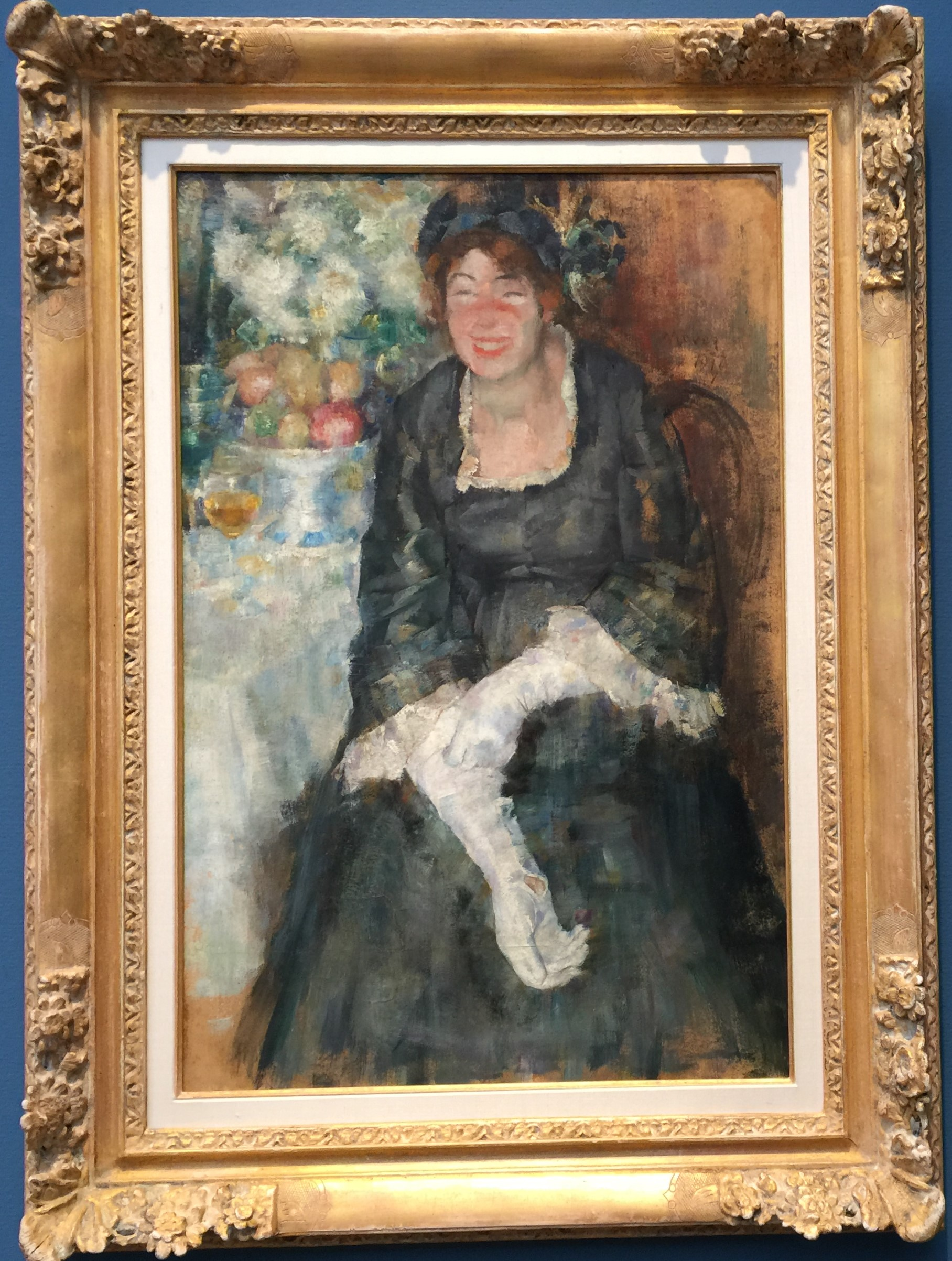
Elegant (1917)

Vanaf 1917 werd de invloed van Cézanne duidelijk bepalend voor zijn artistieke ontwikkeling. In vergelijking met zijn Brabantse vrienden ging hij dus vrij vlug over tot een meer sobere stijl. Rond 1920 gebruikte hij enkel nog donkere tinten.
Tijdens de jaren twintig werd hij ook theaterontwerper. Hij interesseerde zich ook voor de film. In 1922 had hij de artistieke leiding van de film "Le carillon de Minuit", geregisseerd door Jacques de Baroncelli, met René Clair en Henri Chomette als assistenten.
Na 1923,schilderde Navez zeer kleurrijke en constructieve stillevens waarbij hij regelmatig het schildersmes hanteerde.
Hij stelde in 1926 tentoon in de "Kunst- en Letterkring" in Brussel. Karel van de Woestijne schreef er een verslag over. Van de Woestijne had een grote waardering voor het werk van Arthur Navez, maar hekelde het feit dat zijn artistieke ontwikkeling sinds zijn beginjaren te "braaf" was verlopen, in tegenstelling tot tijdgenoten zoals Gustave van de Woestijne, Leon Spilliaert en Constant Permeke, die beter werden door het feit dat zij steeds opnieuw hun vormgeving in twijfel trokken en experimenteerden. "De vorm van Arthur Navez, - en bij hem komt het voor een goed deel op vorm aan - de vorm van Navez komt aan op een ontluiken, een zich-losser-openbaren, weze het dan binnen een vooropgezette gebondenheid, die er zelfs niet voor terugdeinzen zou, de bloemblaadjes binnen een draadje te binden. Hij vreest, een anarchist te worden, al heeft hij wel iets van die grijsaards, soms, die op zestigjarigen leeftijd het fuifje aandurfden, dat zij zich om het vijfentwintigste jaar ontzegden."
Na zijn dood in 1931 werd in 1932 een retrospectieve aan hem gewijd in Brussel.

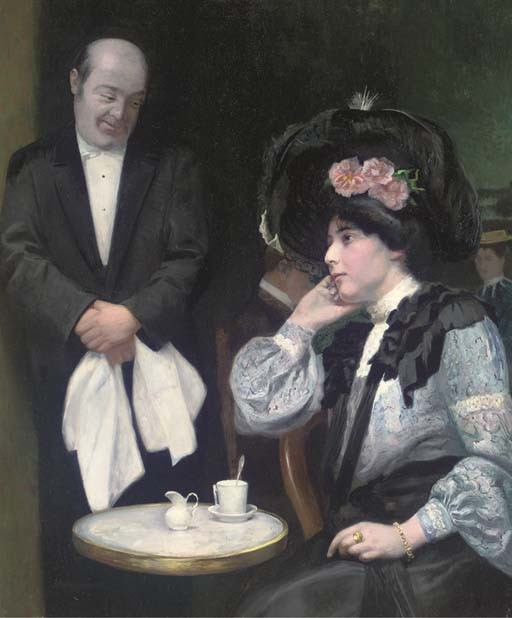
Arthur Navez: "Wachten op de volgende bestelling" (rond 1920)
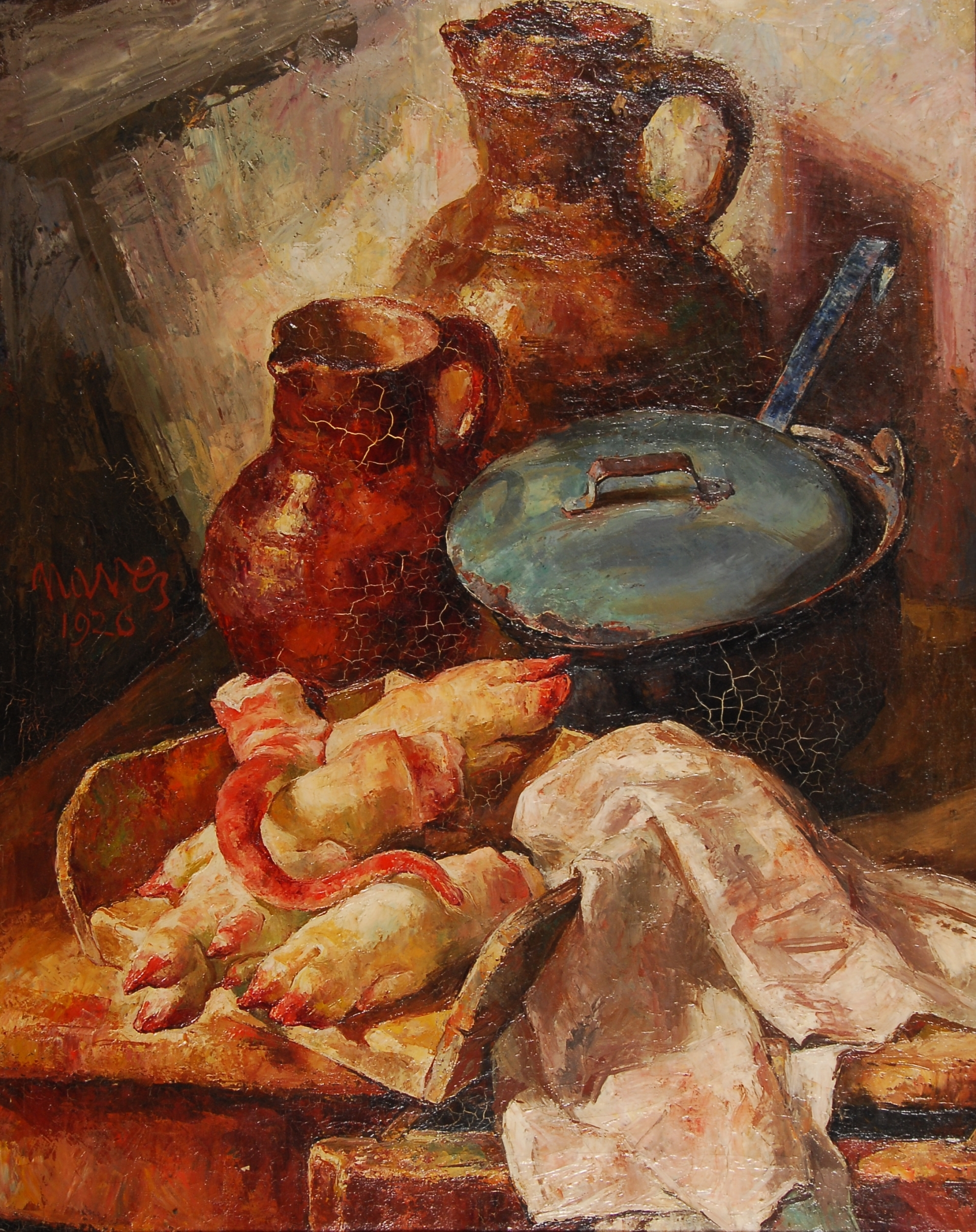
Arthur Navez - De keukentafel (1926)
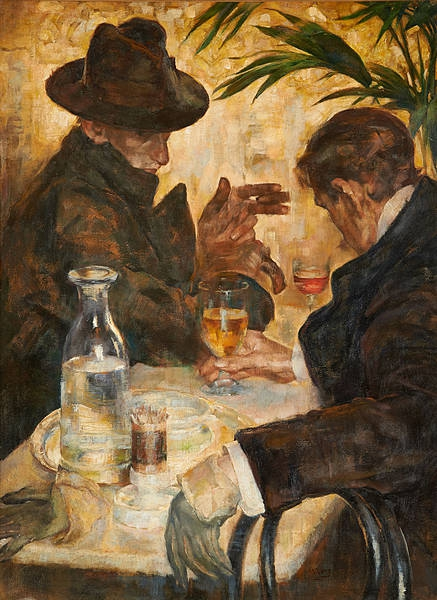
Arthur Navez "La conversation" (tussen 1915 en 1920)
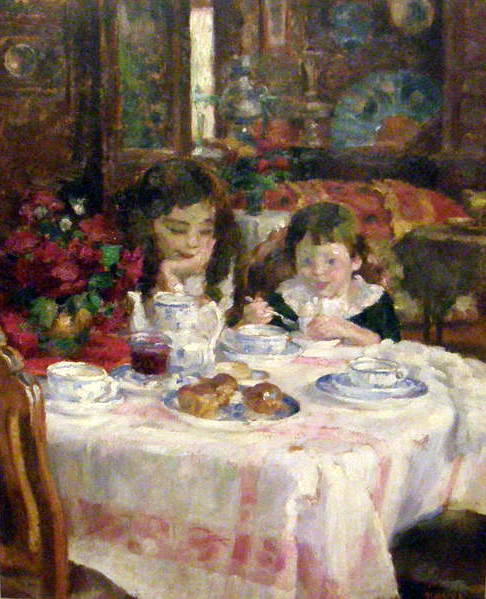
Ontbijt op zondagochtend (1915)
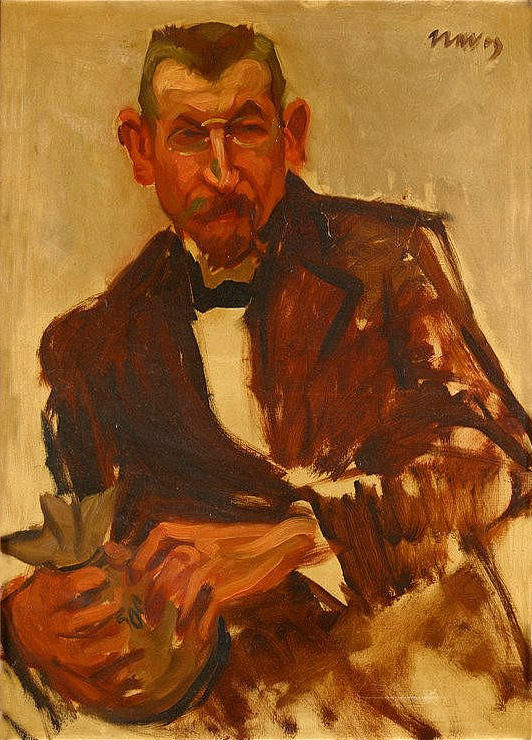
Portrait van de journalist Maurice Duwaerts (1910)

## Musea
- Museum van Elsene: http://www.museumvanelsene.irisnet.be/nl?set_language=nl
- Koninklijke Musea voor Schone Kunsten van België: https://www.fine-arts-museum.be/nl/de-collectie/artist/navez-arthur-1#
- Koninklijk Museum voor Schone Kunsten Antwerpen: https://arthub.vlaamsekunstcollectie.be/en/catalog?f%5Bcreator_display%5D%5B%5D=Arthur+Navez
- Belfius collectie: https://www.instagram.com/p/Bpm1m93n3Yc/